# Ibshawāy
Ibshawāy är en ort i Egypten.   Den ligger i guvernementet Faijum, i den centrala delen av landet, 100 km sydväst om huvudstaden Kairo. Ibshawāy ligger 2 meter över havet och antalet invånare är 51 173.
Terrängen runt Ibshawāy är platt. Runt Ibshawāy är det mycket tätbefolkat, med 1 754 invånare per kvadratkilometer. Närmaste större samhälle är Faijum, 16,4 km öster om Ibshawāy. Trakten runt Ibshawāy består till största delen av jordbruksmark.